# FK Liepāja
FK Liepāja/Mogo é uma equipe letã de futebol com sede em Liepāja. Disputa a primeira divisão da Letônia, a Virslīga. Seus jogos são mandados no Daugava Stadium, que possui capacidade para 5.083 espectadores.

## História
O FK Liepāja/Mogo foi fundado em março de 2014 como uma revitalização do antigo FK Liepājas Metalurgs, que foi extinto após a temporada da Virslīga de 2013 devido à falência de seu proprietário e único patrocinador, a usina metalúrgica A/S Liepājas Metalurgs. Todos os jogadores do FK Liepāja foram reintegrados ao novo time, incluindo as categorias de base. Além disso, o clube recebeu a vaga na Virslīga de 2014 que havia sido confirmada antes da falência da A/S Liepājas Metalurgs. O clube é dirigido pelo ex-jogador Māris Verpakovskis e o seu principal patrocinador é a Prefeitura de Liepāja.
Em 2014, o clube estreou na liga terminando na 4º posição. Nesta edição, o meio-campista do clube, Jānis Ikaunieks, foi eleito o melhor jogador da temporada.
Em 2015, o clube conquistou seu primeiro título ao vencer a Virslīga de 2015. Dāvis Ikaunieks, jogador do clube, foi o artilheiro da temporada.
Em 2016, O FK Liepāja/Mogo estreou em competições europeias, participando da Liga dos Campeões da UEFA de 2016–17. Eles foram eliminados na segunda pré-eliminatória pelo Red Bull Salzburg.
Em 2020, o clube foi novamente campeão da Copa da Letônia, derrotando o FK Ventspils na final por 1–0. O gol do título foi marcado na prorrogação pelo brasileiro Dodô. Com isso, eles se classificaram para a Liga Conferência Europa da UEFA de 2021–22, a primeira edição do torneio.

## Títulos
Títulos nacionais:
- Virslīga

Campeão (1): 2015;
- Copa da Letônia

Campeão (2): 2017, 2020;

## Elenco Atual
Atualizado em 25 de maio de 2021.

## Uniformes

### 1º Uniforme
| 2020 | 2019 | 2018 | 2017 |

### 2º Uniforme
| 2020 | 2019 | 2018 | 2017 |